# Puževci
Puževci (Hongaars: Pálmafa, Prekmurees: Pužavci) is een plaats in Slovenië en maakt deel uit van de gemeente Puconci in de NUTS-3-regio Pomurska. De plaats telde 163 inwoners op 1 januari 2020.